# Stoltenbergsgade
Stoltenbergsgade er en gade mellem Bernstorffsgade og Ved Glyptoteket i Indre By (København).
Gaden er opkaldt efter finansmanden Christian H. Stoltenberg (1795-1877), der var en af de mange legatstiftere, som har fået en gade opkaldt efter sig i kvarteret. Han var en velgører, der donerede midler til enker og døtre af embedsmænd samt til opførelsen af kirker og Diakonissestiftelsen.

## Historie
Gaden blev anlagt omkring 1907 i forbindelse med udviklingen af Rysensteen-kvarteret.